# Вингулмарк

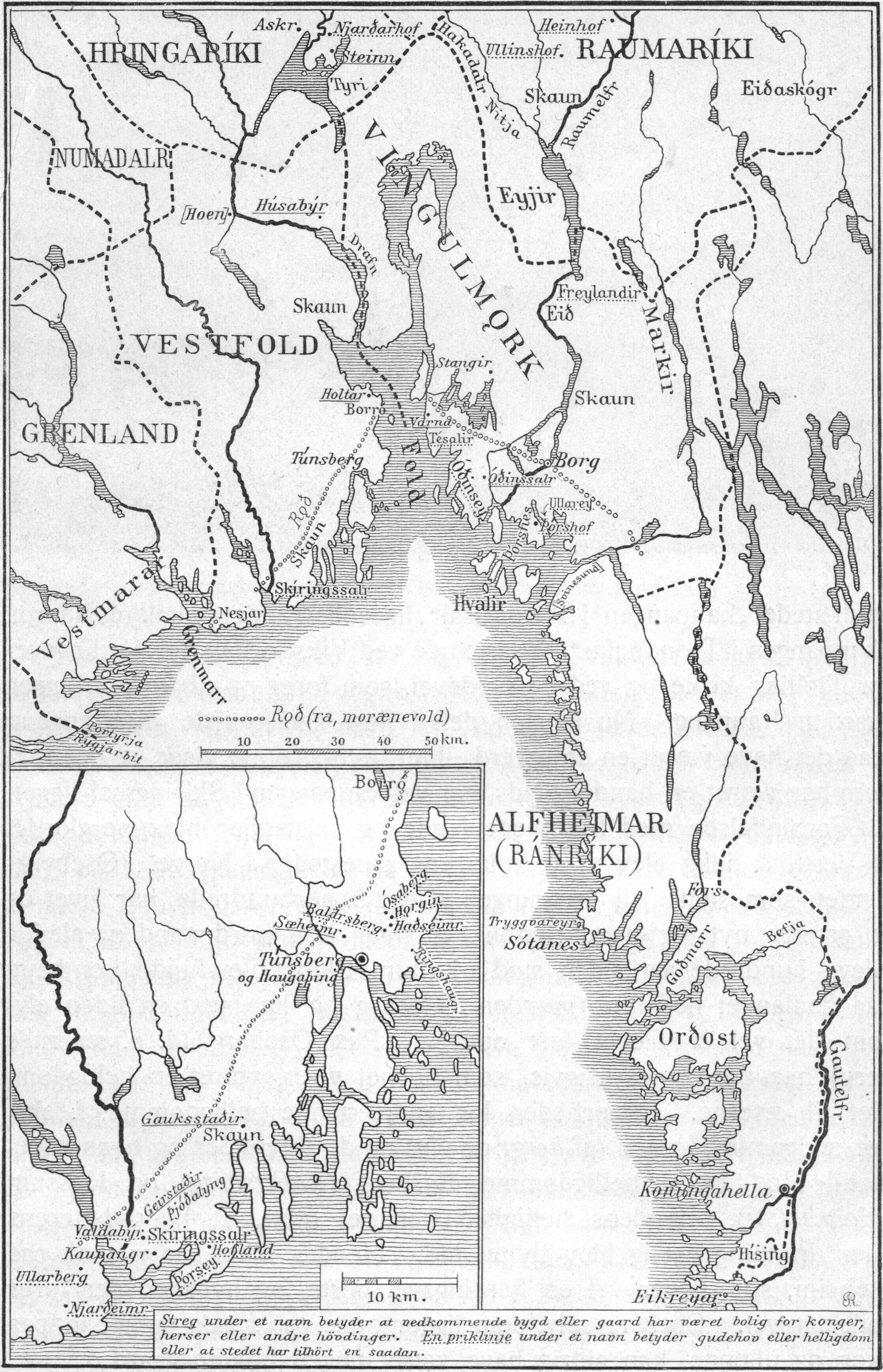
Карта Вингулмарка и Вестфолла
Norges historie fremstillet for det norske folk I-2 (1910)

Вингулмарк (др.-сканд. Vingulmǫrk) — историческая область Норвегии, включающая в себя Эстфолл, западную часть Акерсхуса (исключая Румерике), восточную часть Бускеруда (коммуны Хурум и Рёйкен) и территорию Осло. Согласно королевским сагам, в эпоху викингов представлял собой независимое королевство.

## Этимология
Название Вингулмарк состоит из двух частей. Первый элемент Вингулл (др.-сканд. Vingull) вероятное древнее название Осло-фьорда. Вероятно, этимология слова Вингулл берёт своё начало от формы фьорда и от слова др.-сканд. vingr — взмах, поворот.
Второй элемент марк происходит от общегерманского слова, означающего лесополосу, границу.

## История и свидетельства
Археологические находки свидетельствуют о богатых захоронениях в устье реки Гломма, в Онсейе, Рольвсейе и Тюне, где был найден Тюнский корабль. Это указывает на то, что в этом районе находился важный центр власти.
Есть свидетельства, что, как минимум, южная часть Вингулмарка находилась под властью данов в конце IX века. Так, Оттар, записавший своё путешествие при дворе английского короля Альфреда Великого, свидетельствует, что плывя на юг от Скирингссала, слева по борту у него находилась Дания в течение трёх дней, что должно было включать и часть Вингулмарка.
В произведении «Круг Земной» Снорри Стурлусон писал, что Вингулмарк был отвоёван у шведского конунга Эрика Анундсона королём Харальдом Прекрасноволосым в рамках кампании по объединению Норвегии. Норвежцы вторглись в Гёталанд, чтобы защитить свои права.
В Средние века понятие Вингулмарк было сужено до административной единицы, включавшей в себя Осло, Берум и Аскер.

## Правители
Правителями Вингулмарка саги называют более или менее легендарных конунгов:
- Гудрёд Охотник, часть Вингулмарка;
- Альвгейр, и его сын Гандальв Альвгейрссон;
- Хальвдан Чёрный;
- Олаф Харальдссон Гейрстадальф;
- Трюггви Олафссон;
- Харальд Гренске